# Eversor
Gli Eversor sono una band Thrash metal ed emo-core italiana nata a Pesaro nella seconda metà degli anni '80.

## Storia
Gli Eversor nacquero a Pesaro nel 1987 come band Thrash metal, da un'idea di Marco Morosini (basso e voce) assieme a Stefano Scola (batteria) e Lele Morosini (Chitarra e voce). Nel 1989, grazie all'aiuto del musicista e produttore discografico Paul Chain, che li aveva scoperti l'anno prima e collaborato già all'incisione del demo Condition of Death, produssero il loro primo album dal titolo The Cataclysm per la Minotauro Records.
Dopo l'esordio il loro suono si rivolse, gradualmente, sempre più verso l'emo-core, genere di cui divennero in seguito una delle band europee più rappresentative. Tra i loro dischi più riusciti Federico Guglielmi menziona September (Green Records, 1998).
Nel 1999 gli Eversor pubblicarono sempre per la Green Records il loro quinto album dal titolo Breakfast Club, in cui la band sviluppa porta ancora più avanti lo sviluppo di sonorità del tutto peculiari, tanto che parte della critica citerà anche The Smiths con aggiunta di "grinta e forza" tra i riferimenti che questo album faceva balenare alla mente.
La band si riunisce nel 2020 realizzando nel 2021 l'EP "Closer".

## Discografia

### Album
- 1989 - The Cataclysm
- 1992 - Uomini Contro Split album con gli Accidia
- 1994 - Friends
- 1996 - September
- 1998 - Breakfast Club

### Demo
- 1988 - Condition Of Death

### EP e Singoli
- 1990 - Klein Circus Split album con i Kina, Paul Chain e Madhouse
- 1991 - Psychopathic Intentions
- 1993 - Sangue / Fammi Sorridere Split album con Paul Chain
- 1995 - World Of Illusions
- 1995 - Time Goes By
- 1997 - Just One Day / Eversor Split album con Just One Day
- 1998 - Eversor / Comrades Split album con Comrades
- 1998 - Eversor / Lovemen Split album con Lovemen
- 1998 - Last Chance
- 1999 - Tour 1999 CD Split album con Braid, Lovemen e Three Minute Movie
- 2021 - Closer

### Live Album
- 1991 - Live at Manicomio 30-3-91 Split album con i Kina

### Raccolte
- 1995 - World of Illusions